# Memphis Belle (Film)

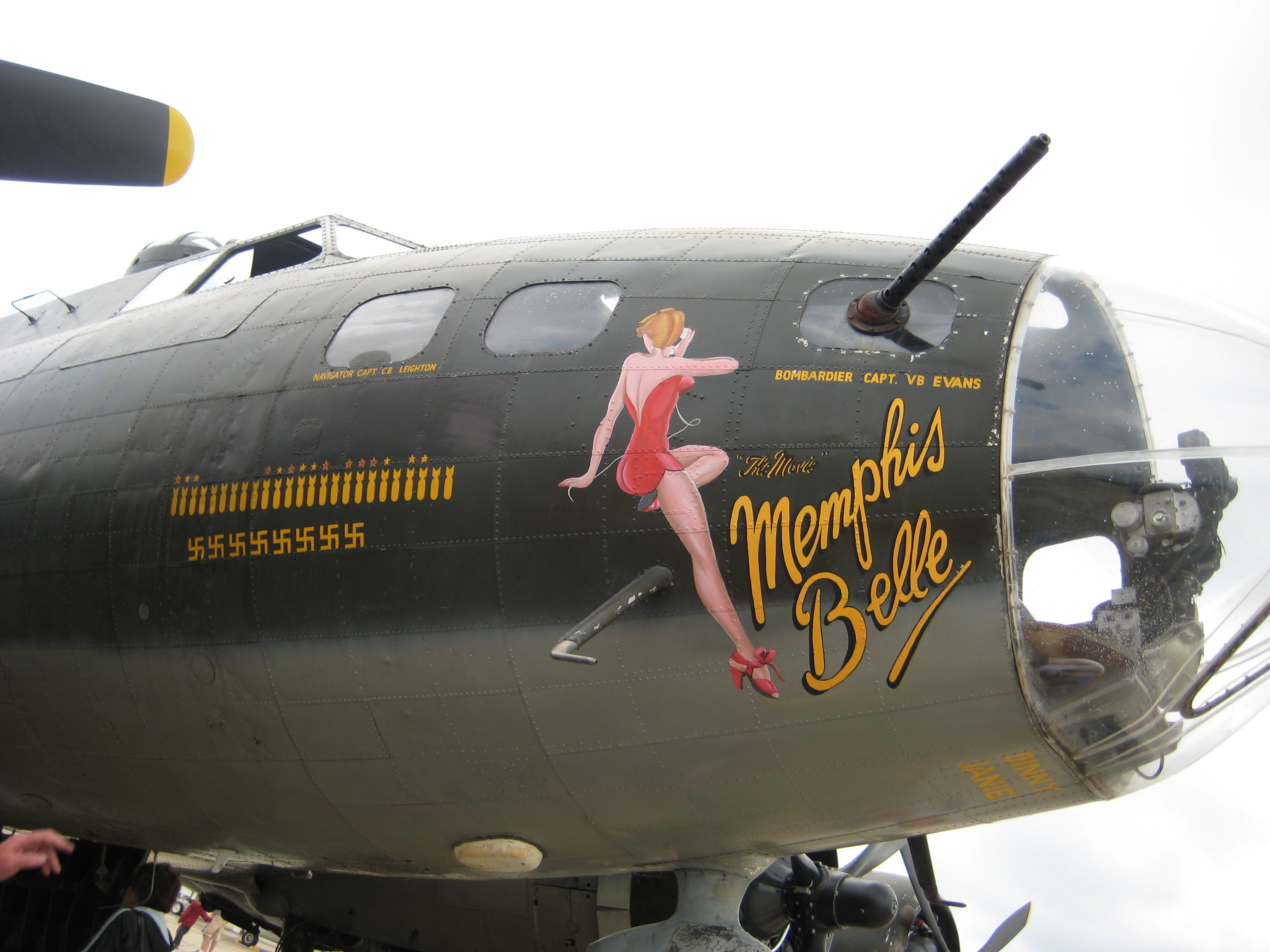
Rechte Frontseite der im Film verwendeten B-17 mit dem als Memphis Belle bekanntgewordenen Pin-up-Bild von George Petty

Memphis Belle ist ein britischer Kriegsfilm aus dem Jahr 1990, der die Ereignisse unmittelbar vor und während des 25. Feindfluges eines Bombers der 8th Air Force, einer Boeing B-17F Flying Fortress, nach Deutschland im Jahr 1943 wiedergibt. Die Filmstory lehnt sich an die Geschichte der echten Memphis Belle an.

## Handlung
16. Mai 1943, Bassingbourn, Cambridgeshire im Nordosten von London, Stützpunkt der 91st Bombardment Group der 8th Air Force der United States Army Air Forces im Zweiten Weltkrieg. Zahlreiche Besatzungsmitglieder der auf dem Militärflugplatz stationierten Bomber, überwiegend junge Männer von höchstens Anfang zwanzig, genießen einen angenehmen Frühsommertag bei Sport und Entspannung, am Abend ist Tanz angesagt. Doch die Realität des Krieges holt sie mitten aus ihrer Muße, als eine Maschine der Staffel, die gerade vom Einsatz zurückkehrt, bei der Landung Bruch macht und explodiert. Die Besatzung verbrennt in ihrem Flugzeug.
Für die Männer eines der Bomber, der Memphis Belle, ist der kommende Tag ein besonderer. Sie werden ihren 25. Einsatz gegen den Feind fliegen und damit ihr Soll erfüllt haben. Danach geht es zurück in die Heimat. Und weil die Memphis Belle zudem das erste Flugzeug der Amerikaner sein wird, das diese 25 Feindflüge über dem europäischen Kriegsschauplatz absolviert hat, bereitet man auf dem Stützpunkt schon eine große Abschiedsfeier für den nächsten Tag vor – was allerdings den Widerspruch des kommandierenden Offiziers herausfordert, denn zunächst einmal muss der Einsatz überlebt sein.
Am folgenden Morgen machen sich die Besatzungsmitglieder der Memphis Belle unter ihrem Kommandanten Captain Dennis Dearborn fertig für den Flug. Ziel ist ein Flugzeugwerk in Bremen, einer stark verteidigten Industriestadt im Norden Deutschlands. Der Einsatz wird nicht ungefährlich sein.
Nach einigen Flugstunden wird der Bomberverband über der Nordsee von den ersten deutschen Jagdmaschinen attackiert. Den Angriffen der Jäger fallen mehrere Flugzeuge zum Opfer, darunter die B-17 des Kommandeurs. Die Memphis Belle muss jetzt die Führung der mehr als 300 verbleibenden Bomber und damit die Verantwortung für die Navigation zum Ziel und die Durchführung des Angriffes übernehmen.
Kurz vor Bremen trifft der Verband auf eine dichte Wolkendecke und heftiges Sperrfeuer der Flugabwehr, der erste Anflug auf das Ziel misslingt. Während die Memphis Belle ihre Staffeln für einen zweiten Anflug noch einmal in die Hölle des Flakbeschusses führt, greifen die deutschen Jäger erneut an. Copilot Luke Sinclair hat sich unter einem Vorwand auf den Platz des Heckschützen begeben, um auch einmal von sich sagen zu können, einen deutschen Jäger erledigt zu haben. Es gelingt ihm tatsächlich, einen Angreifer abzuschießen. Tragischerweise rammt das abstürzende Flugzeug jedoch eine andere B-17, die Mother and Country, mit deren Männern man sich am Vorabend noch angefreundet hatte und die ihren ersten Feindflug absolvierten. Sie bricht in der Luft auseinander und stürzt ebenfalls ab. Nur wenige Fallschirme sind zu sehen, die meisten Insassen konnten das Flugzeug also nicht mehr lebend verlassen.
Nun erfolgt der zweite Zielanflug und diesmal gelingt der Abwurf der Bomben. Die Staffeln drehen ab auf Heimatkurs. Doch die deutschen Jagdgeschwader geben noch nicht auf, ihre Angriffe werden immer heftiger. Auch die Memphis Belle wird jetzt getroffen, ein Stück aus dem Leitwerk herausgeschossen. Als ein Motor zu brennen beginnt, lenkt der Pilot die Maschine in den Sturzflug, um den Brand durch den Fahrtwind zu löschen. Dearborn und Sinclair gelingt es gemeinsam, die Maschine abzufangen, sie ist aber erheblich beschädigt. Der Funker Danny Daly wird durch Geschosse schwer verletzt und droht zu verbluten. Seine Kameraden können ihn nur unzureichend versorgen und befürchten, dass er stirbt, wenn er nicht schnellstmöglich in ein Lazarett kommt. Sie überlegen daher sogar, ihn mit dem Fallschirm aus dem Flugzeug zu werfen, damit er am Boden in deutsche Gefangenschaft gerät, hoffend, dass er so auch bald ärztlich behandelt wird.
Die Memphis Belle, deren Motoren nun nach und nach ausfallen, schleppt sich mit letzter Kraft in Richtung England. Mit dem letzten laufenden Motor und trotz beschädigter Steuerung und Fahrwerkshydraulik gelingt Dearborn am Ende des Films die Landung auf dem Heimatflugplatz.

## Hintergrund

### Drehbuch
Den letzten Flug der echten Memphis Belle begleitete 1943 William Wyler, ein amerikanischer Filmregisseur, im Auftrag der US Army Air Forces. Aus den Aufnahmen und zahlreichem weiteren Material von anderen Flügen schnitt er bis Anfang 1944 eine 42-minütige Dokumentation: The Memphis Belle: A Story of a Flying Fortress. Diesen Dokumentarfilm legte Monte Merrick seinem Drehbuch für Memphis Belle zu Grunde, wobei er die Story aus dramaturgischen Gründen verdichtete und mit genretypischen Handlungselementen anreicherte. Der Blu-Ray-Ausgabe des Spielfilms ist Wylers Dokumentation in den Extras beigefügt.

### Drehorte
Die Dreharbeiten fanden an Schauplätzen in London, beim Imperial War Museum in Duxford, Cambridgeshire und auf dem RAF-Stützpunkt Binbrook, Lincolnshire, England statt.

### Anmerkungen

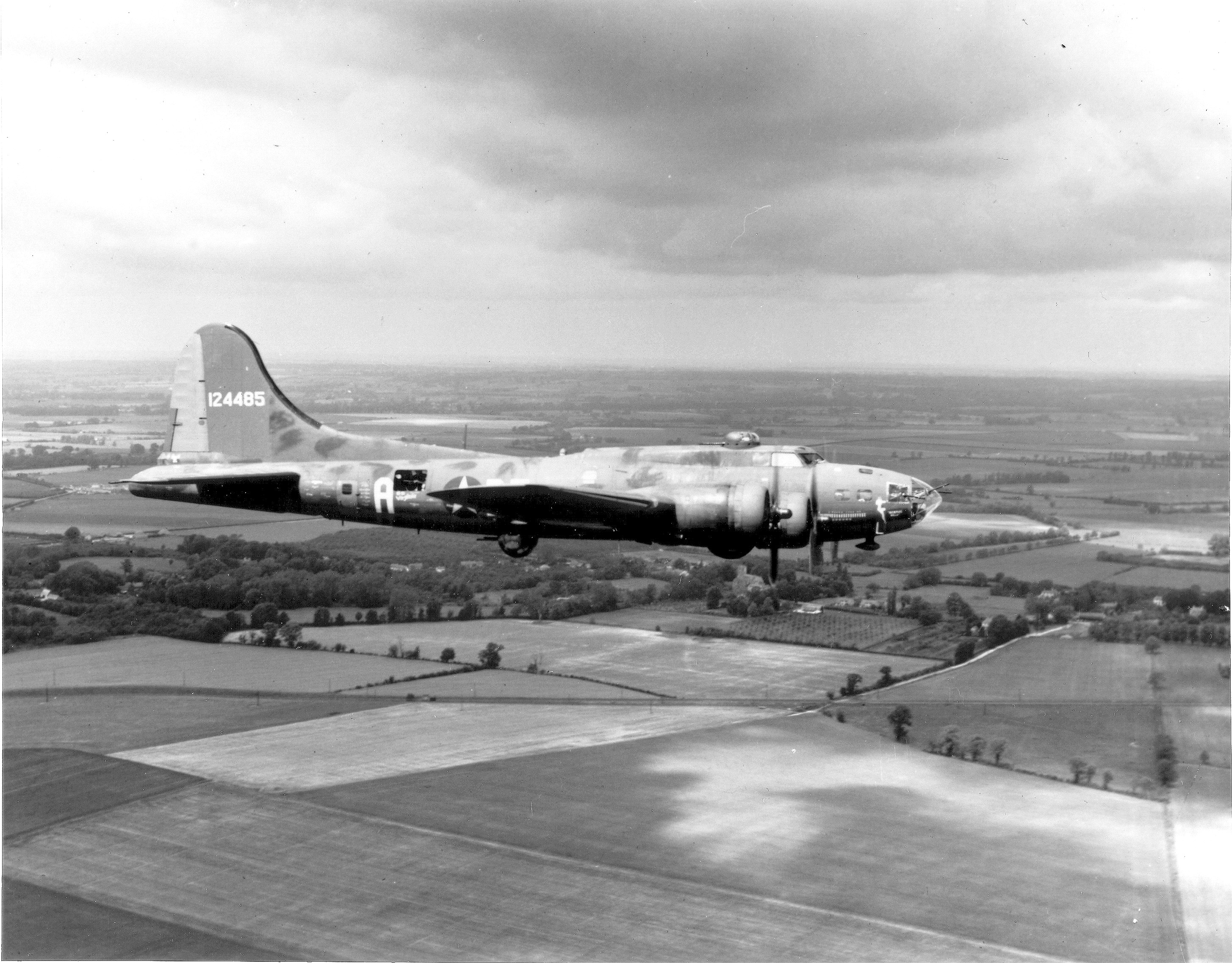
Die Original-Memphis Belle auf ihrem Rückflug in die Heimat im Juni 1943

### Kinostarts
| Großbritannien | 7. September 1990       |
| USA            | 12. Oktober 1990        |
| Deutschland    | 17. Januar 1992 (Video) |

## Kritiken
Günter H. Jekubzik hält den Film für „unzeitgemäß […] mit seiner Ansammlung aus Fliegerfilm-Bekanntem“. Die Inszenierung „lenkt von der Frage des Sinns solcher Kriegsspiele und -filme ab, die Stanley Kubrick in seinem Dr. Seltsam … schon 1963 definitiv beantwortete“. Allerdings hebt Jekubzik die „aufwendige, stilvoll fotografierte und im Finale sehr spannende Inszenierung“ hervor.
Einen „gehörigen Blick in das Leben der damaligen B-17-‚Flying Fortress‘-Besatzungen“ konzediert Martin Grochholski. Aber „leider nutzt der Film kaum je die Chance, wirklich in die Tiefe zu gehen“ und man hat am Ende „nie so richtig das Gefühl, es hierbei wirklich mit einem Antikriegs- oder zumindest Kriegsfilm zu tun gehabt zu haben“.
Das Fazit von Grochholski lautete: „Schlussendlich bleibt dann jedoch nicht sehr viel mehr übrig als ein Fliegerdrama, dessen einzige Intention eher in abendfüllender Unterhaltung (dies aber zweifellos sehr gut!) zu suchen ist. Einfach zu oberflächlich, der Umgang mit sämtlichen angerissenen Themen. Wer also eine aufklärende Auseinandersetzung mit dem Thema „Luftkrieg im 2. Weltkrieg“ erwartet, dürfte Gefahr laufen, enttäuscht zu werden.“

## Auszeichnungen
Der Film erhielt mehrere Nominierungen:
- Kameramann David Watkin für den Best Cinematography Award 1990 der British Society of Cinematographers (B.S.C.)
- Komponist George Fenton für die beste Original-Filmmusik bei den BAFTA Awards 1991
- Regisseur Michael Caton-Jones für den International Fantasy Film Award beim Festival Internacional de Cinema do Porto 1991 (Fantasporto).

Ausgezeichnet wurde:
- Kameramann David Watkin (Best Technical/Artistic Achievement) bei den Evening Standard British Film Awards.